# A Lama
A Lama és un municipi de la província de Pontevedra a Galícia. Pertany a la Comarca de Pontevedra. Limita al nord-oest amb Cotobade, a l'oest amb Ponte Caldelas, al sud amb Fornelos de Montes, al nord-est amb Forcarei i a l'est amb Beariz.
| 5.305 | 4.941 | 4.863 | 3.040 | 2.905 |
| Fonts: INE i IGE (Els criteris de registre censal variaren i les dades de l'INE i de l'IGE poden no coincidir.) |       |       |       |       |

## Parròquies
Antas (Santiago), A Barcia do Seixo (Santa Ana), Covelo (San Sebastián), Escuadra (San Lourenzo), Gaxate (San Pedro), A Lama (San Salvador), Seixido (San Bartolomeu), Verducido (San Martiño), Xende (San Paulo) i Xesta (San Bartolomeu)